# Hauville
Hauville és un municipi francès situat al departament de l'Eure i a la regió de Normandia. L'any 2007 tenia 1.258 habitants.

## Demografia

### Població
El 2007 la població de fet de Hauville era de 1.258 persones. Hi havia 469 famílies, de les quals 79 eren unipersonals (28 homes vivint sols i 51 dones vivint soles), 154 parelles sense fills, 193 parelles amb fills i 43 famílies monoparentals amb fills.
La població ha evolucionat segons el següent gràfic:
Habitants censats

### Habitatges
El 2007 hi havia 530 habitatges, 475 eren l'habitatge principal de la família, 32 eren segones residències i 22 estaven desocupats. 522 eren cases i 4 eren apartaments. Dels 475 habitatges principals, 411 estaven ocupats pels seus propietaris, 51 estaven llogats i ocupats pels llogaters i 13 estaven cedits a títol gratuït; 11 tenien dues cambres, 91 en tenien tres, 143 en tenien quatre i 231 en tenien cinc o més. 387 habitatges disposaven pel capbaix d'una plaça de pàrquing. A 172 habitatges hi havia un automòbil i a 280 n'hi havia dos o més.

### Piràmide de població
La piràmide de població per edats i sexe el 2009 era:
| Homes | Edats   | Dones |
| ----- | ------- | ----- |
| 0     | 95 o +  | 0     |
| 0     | 90 a 94 | 0     |
| 8     | 85 a 89 | 4     |
| 12    | 80 a 84 | 4     |
| 20    | 75 a 79 | 40    |
| 12    | 70 a 74 | 32    |
| 24    | 65 a 69 | 12    |
| 32    | 60 a 64 | 20    |
| 36    | 55 a 59 | 48    |
| 60    | 50 a 54 | 60    |
| 68    | 45 a 49 | 28    |
| 24    | 40 a 44 | 40    |
| 36    | 35 a 39 | 44    |
| 28    | 30 a 34 | 40    |
| 32    | 25 a 29 | 20    |
| 28    | 20 a 24 | 24    |
| 48    | 15 a 19 | 28    |
| 44    | 10 a 14 | 36    |
| 36    | 5 a 9   | 28    |
| 16    | 0 a 4   | 28    |

## Economia
El 2007 la població en edat de treballar era de 845 persones, 636 eren actives i 209 eren inactives. De les 636 persones actives 590 estaven ocupades (308 homes i 282 dones) i 47 estaven aturades (22 homes i 25 dones). De les 209 persones inactives 90 estaven jubilades, 63 estaven estudiant i 56 estaven classificades com a «altres inactius».

### Ingressos
El 2009 a Hauville hi havia 489 unitats fiscals que integraven 1.308,5 persones, la mediana anual d'ingressos fiscals per persona era de 19.366 €.

### Activitats econòmiques
Dels 24 establiments que hi havia el 2007, 1 era d'una empresa alimentària, 2 d'empreses de fabricació d'altres productes industrials, 4 d'empreses de construcció, 6 d'empreses de comerç i reparació d'automòbils, 1 d'una empresa de transport, 1 d'una empresa financera, 3 d'empreses immobiliàries, 3 d'empreses de serveis, 1 d'una entitat de l'administració pública i 2 d'empreses classificades com a «altres activitats de serveis».
Dels 5 establiments de servei als particulars que hi havia el 2009, 1 era un taller de reparació d'automòbils i de material agrícola, 2 fusteries, 1 electricista i 1 perruqueria.
L'únic establiment comercial que hi havia el 2009 era una fleca.
L'any 2000 a Hauville hi havia 59 explotacions agrícoles que ocupaven un total de 741 hectàrees.

## Equipaments sanitaris i escolars
El 2009 hi havia una escola elemental.

## Poblacions més properes
El següent diagrama mostra les poblacions més properes.